# Mamie Eva Keith
Mamie Eva Keith (Illinois, 22 de março de 1873 – 20 de setembro de 1986) foi uma supercentenária estado-unidense e a segunda pessoa viva mais velha do mundo de 21 de fevereiro de 1986 até sua morte sete meses depois no lar de Winchester House, em Libertyville, Illinois, aos 113 anos e 182 dias.

## Biografia
Keith era professora em uma escola primária em Anna, Illinois, onde nasceu.
Keith foi considerada a pessoa viva velha do mundo em 21 de fevereiro de 1991 após a morte de Shigechiyo Izumi (caso atualmente considerado falso), e foi incluída na  edição de Guinness Book of Records de 1987. Até 2012, ela foi considerada a mulher viva mais velha do mundo em 31 de dezembro de 1985 após a morte de Ollie Bay, de 113 anos de idade, mas Augusta Holtz, de 115 anos, foi mais tarde verificada como nascida em 3 de agosto de 1871.
Seu pai era um veterano da Guerra Civil Americana, onde serviu sob o general William T. Sherman. Diz-se que Keith lembrou-se de ouvir a notícia da Batalha de Little Bighorn, uma batalha lutada quando tinha três anos de idade.